# Sphaenorhynchus platycephalus
A Sphaenorhynchus platycephalus a kétéltűek (Amphibia) osztályának békák (Anura) rendjébe és a levelibéka-félék (Hylidae) családjába tartozó faj.

## Előfordulása
Ez a faj egyetlen, pontosabban nem megjelölt dél-amerikai helyen ismert; egyetlen vadon élő populációhoz sem köthető. Természetes élőhelye a feltételezések szerint folyók, mocsarak, időszakos mocsarak.